# Casa de Ferro Família Brennand
A Casa de Ferro Família Brennand é um casarão histórico localizado na cidade do Recife, capital do estado brasileiro de Pernambuco, constituído predominantemente de ferro fundido.
Foi projetada na Bélgica e fabricada no estado da Louisiana nos Estados Unidos. Ainda no século XIX, foi trazida para o Engenho São João, atual bairro da Várzea na capital pernambucana. A estrutura dos assoalhos e da cobertura é toda em ferro, restando somente as paredes, em alvenaria de tijolos, o piso, em madeira de lei, e o recobrimento, em telhas de barro francesas.